# Natural Language Toolkit
Natural Language Toolkit (NLTK) est une bibliothèque logicielle en Python permettant un traitement automatique des langues, développée par Steven Bird et Edward Loper du département d'informatique de l'université de Pennsylvanie. En plus de la bibliothèque, NLTK fournit des démonstrations graphiques, des données-échantillon, des tutoriels, ainsi que la documentation de l'interface de programmation (API).